# Florin Șoavă
Florin Costin Șoavă (Gârla Mare, 24 luglio 1978) è un ex calciatore rumeno, di ruolo difensore.

## Palmarès

### Club

#### Competizioni nazionali
- Liga II: 1

Extenisv Craiova: 1998-1999
- Campionato rumeno: 1

Rapid Bucarest: 2002-2003
- Coppa di Romania: 1

Rapid Bucarest: 2001-2002
- Supercoppa di Romania: 2

Rapid Bucarest: 2002, 2003